# Chích họng vạch
Bradypterus thoracicus là một loài chim trong họ Locustellidae.